# フリッツ・セリス
フリッツ・セリス（フランス語: Frits Celis, 1929年4月11日 - ）は、ベルギーの指揮者、作曲家。

## 経歴
1929年、ベルギー・アントウェルペンで生まれた。地元のアントウェルペン音楽院で、和声、対位法、ピアノ、音楽史とハープを学び、ブリュッセル音楽院で指揮法をそれぞれ学んだ。
1946年にアントウェルペンのフランドル王立歌劇場のオーケストラにハープ奏者として入団。1949年から1951年までザルツブルク・モーツァルテウム音楽院でヘルマン・シュミーデル、1953年から翌年にかけてケルン音楽大学でヴォルフガング・フォン・デル・ネーマーの各氏に指揮法を学んだ。1954年にモネ劇場主催の指揮者コンクールに出場して優勝、さらにベルギー放送協会主催の指揮者コンクールでも入賞し、モネ劇場の副指揮者に転出する形で指揮者に転身した。
1959年にフランドル歌劇場の副指揮者に転じ、1960年に首席指揮者兼音楽監督に昇格して1981年まで務めた。1960年からは母校のアントウェルペン音楽院で音楽理論を講じる。作曲家としても活躍し、1992年にはベルギー作家連盟からフーガ賞を授与されている。

## 註
1. ↑  “Celis, Frits (born 1929), composer, conductor, harpist”. 2018年1月26日時点のオリジナルよりアーカイブ。2017年12月30日閲覧。
2. ↑  フリッツ・セリス - Discogs（英語）
3. ↑  “Frits Celis”. 2018年1月27日時点のオリジナルよりアーカイブ。2018年1月27日閲覧。
4. ↑  “Frits Celis”. 2018年1月27日時点のオリジナルよりアーカイブ。2018年1月27日閲覧。
5. ↑  フリッツ・セリス - オールミュージック
6. ↑  “Celis Frits (1929)”. 2018年1月27日時点のオリジナルよりアーカイブ。2018年1月27日閲覧。